# (2046) Léningrad
(2046) Léningrad est un astéroïde de la ceinture principale.
Il a été ainsi baptisé en référence à la ville de Léningrad, dans l'ex-Union soviétique.